# Ivanhorod, Icinea
Ivanhorod (în ucraineană Івангород) este o comună în raionul Icinea, regiunea Cernihiv, Ucraina, formată numai din satul de reședință. În secolul al XIX-lea, satul făcea parte din volostul Ivanhorod, uezdul Borzna.

## Demografie
Componența lingvistică a comunei Ivanhorod
     Ucraineană (99,56%)
     Alte limbi (0,44%)
Conform recensământului din 2001, majoritatea populației comunei Ivanhorod era vorbitoare de ucraineană (99,56%), existând în minoritate și vorbitori de alte limbi.